# Нейштетер, Пётр Петрович
Пётр Нейштетер (Нойштедтер) (нем. Peter Neustädter; род. 16 февраля 1966, Калининское) — советский, затем немецкий футболист, полузащитник и защитник; футбольный тренер. Выступал за сборную Казахстана.

## Карьера

### Клубная
Начинал играть в ДЮСШ Калининского у Александра Давыдова. Играл за юношескую сборную Киргизской ССР, выступал в товарищеских играх в юношеской сборной СССР. Вскоре был приглашён в Ленинградский спортинтернат, где тренировался у Александра Горбунова, откуда его взяли в дубль «Зенита». В 1984 году провёл 28 матчей за дубль ленинградского «Зенита» под руководством Павла Садырина.
Выступал за юношескую и молодёжную сборные СССР.
В 1985 году согласился выступать за «Кайрат», в первом же сезоне в Высшей лиге провёл 17 игр и забил 1 мяч.
В декабре 1985 года призван в армию. До марта 1986 был в расположении части, а после принятия присяги — оказался в составе ЦСКА-2. Провёл в команде 11 игр. Через 4 месяца был уже в составе «Искра» (Смоленск), где задержался до окончания службы, до конца 1987 года.
В 1988 его вместе с коллегой по «Кайрату» Эдуардом Соном из этого армейского клуба пригласил в «Днепр» тренер-селекционер команды Рохус Шох. Капитаном «Днепра» тогда был ещё один бывший кайратовец Антон Шох, старший брат Рохуса. Но в основу команды Пётр пробиться у тренера Евгения Кучеревского не сумел, только 4 раза выходил на замену и в середине 1988 перешёл в «Таврию». «Днепр» в том сезоне стал чемпионом СССР, а «Кайрат» вылетел в Первую лигу. В 1989—1990 Нейштетер снова играл за «Кайрат» в Первой лиге.
В 1991 году, по приглашению Валерия Газзаева, перебрался в «Спартак» (Владикавказ), который вышел в высшую лигу. Провёл за клуб 23 игры. После распада СССР захотел перебраться в Германию к родителям. Экс-администратор «Кайрата» Антон Шох, год уже живший в Германии, организовал Нейштетеру просмотр в «Карлсруэ». Спустя некоторое время Нейштетер подписал любительский контракт с клубом. В начале 1992 года получил немецкое гражданство и вскоре дебютировал в бундеслиге за «Карлсруэ». В основном играл в полузащите, поскольку место защитника было занято игроком сборной Германии Дирком Шустером. Партнёрами по команде были Шмаров и Кирьяков. Тем не менее сам Нейштетер понимал, что не готов выступать в бундеслиге и принимал решение тренера о переводе во вторую команду «Карлсруэ».
В 1-й половине 1994 года выступал за «Кемницер», боровшийся за право остаться во 2-й бундеслиге. С помощью Нейштетера клуб в итоге и остался в лиге. Но поскольку Хемниц, где жила семья, был далеко от Карлсруэ (500 км), Нейштетер решается на переход в «Майнц 05» (от Майнца до Карлсруэ 150 км).
С сезона 1994/95 играл за «Майнц 05» во 2-й бундеслиге. Первые три сезона был игроком основы — пропускал матчи только из-за дисквалификации. При этом сам был недоволен, что играл в команде, стоявшей все это время «на вылет».

### В сборной
Провёл за сборную Казахстана три матча.

### Тренерская
После окончания игровой карьеры — главный тренер второй команды клуба «Майнц 05».
В 2012—2013 годах — тренер германского клуба «Кобленц».

## Семья
Из семьи поволжских немцев, отец — с Поволжья, мать из Запорожья. Отец работал слесарем на молибденовом заводе в Калининском, мать работала швеёй. Родители в 1991 году репатриировались в Германию, в Билефельд. Брат Андрей — футболист, играл в 5-м дивизионе Германии, сестра — Елена. Оба также живут в Германии. Жена Алина. Сыновья Роман (род. 1988) и Данил (род. 1994) — также футболисты.